# ASK Vorwärts Francoforte
L'Armeesportklub Vorwärts Frankfurt, precedentemente nota fino al 1970 come Armeesportklub Vorwärts Berlin, è una squadra di pallamano tedesca avente sede a Francoforte sull'Oder.

È stata fondata nel 1959.

Nella sua storia ha vinto 4 campionati della Germania Est, 4 coppe della Germania Est, 1 Coppa dei Campioni.

## Palmarès

### Titoli nazionali
- Campionato della Germania Est: 4
  - 1963-64, 1973-74, 1974-75, 1988-89.
- Coppa della Germania Est: 4
  - 1974-75, 1975-76, 1978-79, 1982-83

### Titoli internazionali
- Coppa dei Campioni / Champions League: 1
  - 1974-75.